# Ciclisme als Jocs Olímpics d'Estiu del 2000
Als Jocs Olímpics d'Estiu del 2000 celebrats a la ciutat de Sydney (Austràlia) es disputaren 18 proves de ciclisme, onze en categoria masculina i set en categoria femenina. La competició es dividí entre quatre de ciclisme en ruta, dotze de ciclisme en pista i dues de ciclisme de muntanya. La competició tingué lloc entre els dies 16 i 20 de setembre del 2000 al Velòdrom Dunc Gray pel que fa al ciclisme en pista i al Circuit de Fairfield pel que fa al ciclisme de munytanya.
Hi participaren un total de 462 ciclistes, entre ells 341 homes i 121 dones, de 55 comitès nacionals diferents.

## Resum de medalles

### Ciclisma en ruta

#### Categoria masculina
| Prova                   | Or                 | Argent              | Bronze         |
| Ruta individual Detalls | Jan Ullrich        | Aleksandr Vinokúrov | Andreas Klöden |
| Contrarellotge Detalls  | Viatxeslav Iekímov | Jan Ullrich         | Vacant         |

#### Categoria femenina
| Prova                   | Or                | Argent            | Bronze        |
| Ruta individual Detalls | Leontien Zijlaard | Hanka Kupfernagel | Diana Žiliūtė |
| Contrarellotge Detalls  | Leontien Zijlaard | Mari Holden       | Jeannie Longo |

### Ciclisma en pista

#### Categoria masculina
| Prova                             | Or                                                                                   | Argent                                                                                | Bronze                                                                                                  |
| Quilòmetre contrarellotge Detalls | Jason Queally                                                                        | Stefan Nimke                                                                          | Shane Kelly                                                                                             |
| Velocitat individual Detalls      | Marty Nothstein                                                                      | Florian Rousseau                                                                      | Jens Fiedler                                                                                            |
| Velocitat per equips Detalls      | FrançaFlorian Rousseau · Arnaud Tournant · Laurent Gané                              | Regne UnitChris Hoy · Craig Maclean · Jason Queally                                   | AustràliaGary Neiwand · Sean Eadie · Darryn Hill                                                        |
| Persecució individual Detalls     | Robert Bartko                                                                        | Jens Lehmann                                                                          | Bradley McGee                                                                                           |
| Persecució per equips Detalls     | AlemanyaGuido Fulst · Robert Bartko · Daniel Becke · Jens Lehmann · Olaf Pollack (q) | UcraïnaSergiy Chernyavsky · Sergiy Matveyev · Oleksandr Symonenko · Oleksandr Fedenko | Regne UnitPaul Manning · Chris Newton · Bryan Steel · Bradley Wiggins · Rob Hayles (q) · Jonny Clay (q) |
| Cursa per punts Detalls           | Joan Llaneras                                                                        | Milton Wynants                                                                        | Aleksei Màrkov                                                                                          |
| Madison Detalls                   | AustràliaBrett Aitken · Scott McGrory                                                | BèlgicaEtienne De Wilde · Matthew Gilmore                                             | ItàliaSilvio Martinello · Marco Villa                                                                   |
| Keirin Detalls                    | Florian Rousseau                                                                     | Gary Neiwand                                                                          | Jens Fiedler                                                                                            |

#### Categoria femenina
| Prova                         | Or                 | Argent            | Bronze            |
| Velocitat individual Detalls  | Félicia Ballanger  | Oxana Grichina    | Iryna Yanovych    |
| 500 m contrarellotge Detalls  | Félicia Ballanger  | Michelle Ferris   | Jiang Cuihua      |
| Persecució individual Detalls | Leontien Zijlaard  | Marion Clignet    | Yvonne McGregor   |
| Cursa per punts Detalls       | Antonella Bellutti | Leontien Zijlaard | Olga Slioussareva |

### Ciclisme de muntanya

#### Categoria masculina
| Prova                        | Or              | Argent           | Bronze           |
| Ciclisme de muntanya Detalls | Miguel Martinez | Filip Meirhaeghe | Christoph Sauser |

#### Categoria femenina
| Prova                        | Or          | Argent          | Bronze            |
| Ciclisme de muntanya Detalls | Paola Pezzo | Barbara Blatter | Margalida Fullana |

## Medaller
| Posició | País            | Or | Argent | Bronze | Total |
| 1       | França          | 5  | 2      | 1      | 8     |
| 2       | Alemanya        | 3  | 4      | 3      | 10    |
| 3       | Països Baixos   | 3  | 1      | 0      | 4     |
| 4       | Itàlia          | 2  | 0      | 1      | 3     |
| 5       | Austràlia       | 1  | 2      | 3      | 6     |
| 6       | Regne Unit      | 1  | 1      | 2      | 4     |
| 6       | Rússia          | 1  | 1      | 2      | 4     |
| 8       | Estats Units    | 1  | 1      | 0      | 2     |
| 9       | Espanya         | 1  | 0      | 1      | 2     |
| 10      | Bèlgica         | 0  | 2      | 0      | 2     |
| 11      | Suïssa          | 0  | 1      | 1      | 2     |
| 11      | Ucraïna         | 0  | 1      | 1      | 2     |
| 13      | Kazakhstan      | 0  | 1      | 0      | 1     |
| 13      | Uruguai         | 0  | 1      | 0      | 1     |
| 15      | Lituània        | 0  | 0      | 1      | 1     |
| 15      | R.P. de la Xina | 0  | 0      | 1      | 1     |